# ICANN
ICANN（英語: Internet Corporation for Assigned Names and Numbers、アイキャン）は、
インターネットの名前空間に関するいくつかのデータベース（と識別子）の維持管理と方法論の調整、ひいてはネットワークの安定的かつセキュア（安全）な運用の確保に責任を負う非営利団体であり、InterNICの後身として1998年に設立された。2016年に民営化。

## 概要
分かり易いところでは、ICANNの大部分の作業は、インターネットの地球規模のDNS（Domain Name System）に関するものであり、DNSシステムの国際化についてのポリシー策定、 新しい一般的なTLD（top-level domains）の導入、ルートネームサーバの運用を含む。
ICANNが管理する採番設備には、IPv4 と IPv6用のインターネットプロトコルアドレス空間と、地域インターネットレジストラへのアドレスブロックの指定が含まれる。
ICANNは、インターネットプロトコル識別子のレジストリも維持管理している。
ICANNは、IANAとの役割分担契約に従って、中央インターネットアドレスプールと、DNS Root レジストリの実際の技術的な維持管理活動を行う。
運用の主要原則が、インターネットの運用上の安定性確保を支援するものとして記述された。
- 競争を促進する。
- 地球規模のインターネットコミュニティの広範な代表としてふさわしくなる。
- その使命に適切なポリシーをボトムアップのコンセンサスに基づく手続きを通じて策定する[3]。

年に数回のパブリックミーティングが行われており、日本では2000年に横浜(ICANN6)、2019年に神戸(ICANN64)で開催された。

## 主な業務
1. インターネットの3つの識別子の割り振り・割り当てを全世界的かつ一意に行うシステムの調整
  - ドメイン名
  - IPアドレスおよび自律システム（AS）番号
  - プロトコルポート番号およびパラメータ番号
2. DNSルートサーバシステムの運用および展開の調整
3. これらの技術的業務に関連するポリシー策定の調整